# 舟曲土石流災害

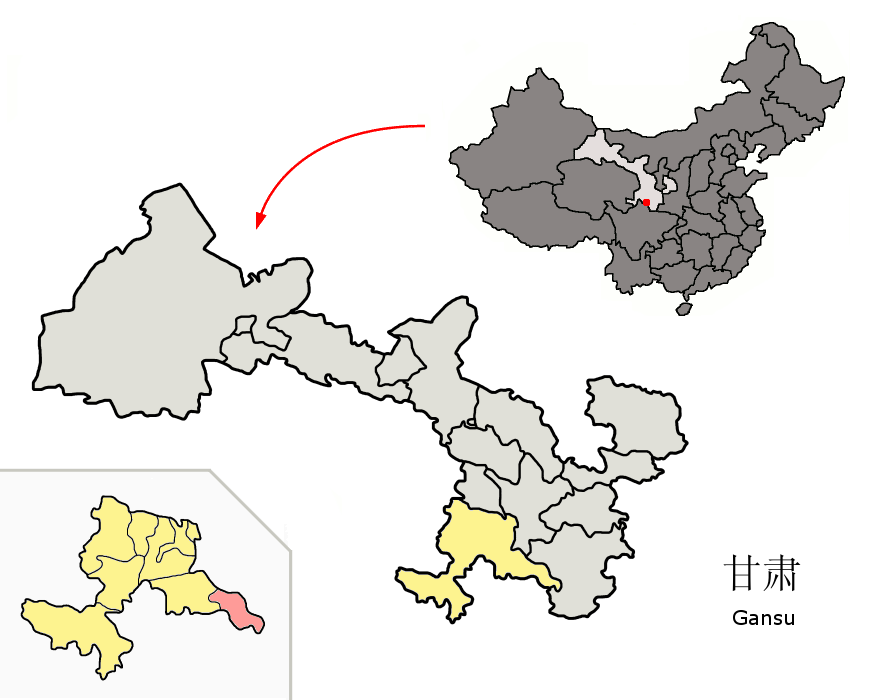
中国と甘粛省における舟曲県（赤色）の位置

舟曲土石流災害（しゅうきょくどせきりゅうさいがい、中国語: 甘肃省舟曲县特大泥石流灾害）とは、中国甘粛省甘南チベット族自治州舟曲県（ドゥクチュ県）で2010年8月8日に起きた土石流の災害を指す。8月18日段階では、1287人が亡くなり、457名が行方不明である。
災害は県の中心地である城関鎮（人口5万人ほど、常住人口は4万2千人ほど）で起こった。前日の8月7日22時頃、この付近では40分にわたり非常に激しい豪雨があり、城関鎮の北側の山から城関鎮の中を通って白龍江（長江へ重慶で合流する嘉陵江の主要支流）へと流れる小川の上流では地盤が緩み土砂崩れが起こり、川が堰き止められて大量の水がたまった。8月8日0時頃、この天然ダムが崩壊して180万立方mほどの土石流が一気に城関鎮の中になだれ込み、建物の5階にまで達するほどの泥が300以上の家屋やアパートを埋め、多数の犠牲者や行方不明者を出した。土石流の長さは5km、幅は300mほどで、泥の厚さは平均で5mほどとなっている。この土石流によりさらに水が堰き止められ、城関鎮の多くの地域が浸水する二次災害も起こっている。
この災害に対し、8月15日までに世界各国の政府から中国政府に対し哀悼や慰問がよせられたほか、チベット亡命政府（ガンデンポタン）からも哀悼のメッセージが寄せられている。四川大地震の際の全国哀悼日に続き、2010年8月15日に全国哀悼日が行なわれ、公共の娯楽や上海万博のイベントなども中止となった。
被災地は都市部に比べて貧しいうえにチベット人が多数住む地域であり、政治的な不安定さを抱えている。現地では救急活動を優先とするため交通管制が敷かれ、ボランティアなどの現地立ち入りも規制されている。また外国のメディアの記者の現地取材も規制され、中国国内においても否定的な内容の報道が出るのを防ぐため、中国国内メディアの現地取材も規制され、当局が発表した内容を使用するよう指導している。